# Turdina de les Filipines
La turdina de les Filipines (Ptilocichla mindanensis) és un ocell de la família dels pel·lorneids (Pellorneidae).

## Hàbitat i distribució
Habita els boscos de les terres baixes de les illes de Samar, Leyte, Bohol, Mindanao i Basilan, a les Filipines sud-orientals.